# Watykan
Watykan, Państwo Watykańskie (wł. Stato della Città del Vaticano [tʃitˈta del vatiˈkaːno], łac. Status Civitatis Vaticanæ) – miasto-państwo w Europie Południowej, na Półwyspie Apenińskim, enklawa na terytorium Włoch, w Rzymie. Najmniejsze uznawane państwo świata pod względem powierzchni i najmniejsze niepodległe państwo pod względem liczby ludności.
Watykan to siedziba najwyższych władz Kościoła katolickiego, gdzie rezyduje papież. Obywatele Watykanu to głównie dostojnicy kościelni, księża, zakonnice oraz Gwardia Szwajcarska z rodzinami. Oprócz tego do pracy przychodzi około 3000 osób mieszkających poza murami Watykanu (pracownicy poczty, radia, gazety, sklepów, dworca kolejowego i służby medycznej). Obywatelstwo Watykanu traci się z momentem, kiedy przestaje się w nim mieszkać.

## Unia Stolicy Apostolskiej z Watykanem
Stolica Apostolska (łac. Sancta Sedes) jest połączona z Watykanem unią personalną i funkcjonalną. Stolica Apostolska sprawuje nad Watykanem wyłączne zwierzchnictwo oraz suwerenną władzę i jurysdykcję. Obydwa byty posiadają międzynarodową podmiotowość prawną.
Jednakże według innej teorii, Stolica Apostolska i Watykan stanowią w istocie jeden podmiot, występujący zależnie od własnej woli pod jedną z dwóch nazw.

## Nazwa
Nazwa państwa nawiązuje do Wzgórza Watykanusa na prawym brzegu Tybru, w zachodniej części Rzymu. W starożytności znajdowała się tam etruska osada zwana „Vatica” albo „Vaticum”. Nazwą Watykan (Pola Watykańskie) określano płaski obszar między Tybrem oraz wzgórzami Janiculum i Monte Mario. Według świętego Augustyna w Rzymie istniał kult boga Vaticanusa odpowiedzialnego za kwilenie niemowląt. Krzyk małego dziecka stanowił wróżbę przyszłego życia odczytywaną przez wróżbitów, wyznawców etruskiego Watykanusa. Łacińskie słowo (w różnej pisowni) vaticinius, vaticinia, vaticinium oznacza proroczy, przepowiadający przyszłość, wieszczy, wróżebny. Składa się ono z dwóch członów, z których pierwszy zbudowany jest przez słowo vates oznaczające wieszcza. Drugi człon nazwy pochodzi od łacińskiego canto, -are – śpiewać, grać, wieszczyć. Vaticanus mogło więc oznaczać także Miejsce wróżbitów lub Miejsce prorocze. Określenie pochodzi zapewne od wróżbiarzy, którzy oferowali w tym miejscu swoje usługi starożytnym Rzymianom.
Adaptowanie starożytnych kultów przez chrześcijaństwo znalazło też wyraz w pierwszym tłumaczeniu Biblii, w Wulgacie, księga Nehemiasza 6:12:
et intellexi quod Deus non misisset eum sed quasi vaticinans locutus esset ad me et Tobia et Sanaballat conduxissent eum
Przeniknąłem bowiem: Nie Bóg go posłał, lecz on wypowiedział to proroctwo o mnie, ponieważ go przekupili Tobiasz wraz z Sanballatem.
Nazwę „Państwo Watykańskie” wymyślił Benito Mussolini, strona kościelna proponowała nazwę „Roma vaticana” (Rzym watykański) podczas negocjacji traktatu laterańskiego w 1929 roku.

## Historia[15]
Historia Wzgórza Watykańskiego sięga IV wieku, kiedy cesarz rzymski Konstantyn Wielki przekazał biskupom Rzymu Pałac Laterański. Państwo Kościelne, władane przez papieży, powstało później. Jego początek zgodnie z legendą związany miał być z tzw. donacją Konstantyna, sfałszowanym dokumentem, który rzekomo darował papieżom Rzym wraz z okolicami.
Początkowo siedzibą papieży nie był sam Watykan, lecz Lateran. Watykan był miejscem pielgrzymek do grobu św. Piotra. W pobliżu już w pierwszych wiekach chrześcijaństwa zbudowano klasztory, przytułki i schroniska. Powstały też liczne kramy kupieckie obsługujące podróżujących. Pierwsze umocnienia obejmujące bazylikę św. Piotra i Mauzoleum Hadriana zostały zbudowane podczas pontyfikatu papieża Leona IV pod koniec IX wieku. Watykan stał się miejscem, gdzie papież mógł się schronić przed najeźdźcami. Przeniesienia siedziby papieskiej do Watykanu dokonał Grzegorz XI 17 stycznia 1377 po powrocie z Awinionu, kiedy zastał Pałac Laterański w ruinie. W połowie XV wieku papież Mikołaj V powiększył i upiększył budowle watykańskie, założył również Bibliotekę Watykańską. Jego następcy kontynuowali rozbudowę Watykanu – Sykstus IV wzniósł Kaplicę Sykstyńską (1475–1483), Aleksander VI wybudował wieżę nad kaplicą (Torre del Borgia), Juliusz II natomiast zatrudnił Bramantego do zbudowania nowej bazyliki św. Piotra.
Państwo to utrzymało się do 1870, kiedy to armia króla Włoch Wiktora Emanuela II włączyła je do nowo powstającego Królestwa Włoch. Papież nie pogodził się z podbojem Państwa Kościelnego i ogłosił się więźniem Watykanu. Dopiero 11 lutego 1929 roku faszystowski rząd włoski Benito Mussoliniego i Stolica Apostolska podpisali tzw. traktaty laterańskie, kończące spór i gwarantujące istnienie Państwa Watykańskiego w obrębie pałacu i ogrodów watykańskich.

## Ustrój polityczny[2]
Monarchia elekcyjna i teokratyczna, w której pełnię władzy posiada papież. Funkcje legislacyjne pełni Papieska Komisja ds. Państwa Watykańskiego, zaś bieżącym zarządzeniem Watykanem zajmuje się Gubernatorat Państwa Watykańskiego. W relacjach zagranicznych Watykan (najczęściej występuje jako Stolica Apostolska) reprezentuje sekretarz stanu, potocznie nazywany premierem Watykanu.

## Finanse i gospodarka
Do 2014 roku czołową instytucją finansową Watykanu był Instytut Dzieł Religijnych (wł. Istituto per le Opere di Religione, IOR), znany także jako Bank Watykanu. Bank ten odpowiadał za finanse Stolicy Apostolskiej oraz operacje na światowych rynkach finansowych. Obecnie zachował rolę pomocniczą. Jego rola została jednak znacznie ograniczona. Od 2014 roku, na mocy decyzji papieża, jednak to Administracja Dóbr Stolicy Apostolskiej stała się bankiem centralnym Watykanu.
W 2014 papież Franciszek powołał Radę Ekonomiczną i stanowiący jej urząd wykonawczy Sekretariat ds. Ekonomicznych, jako organy zajmujący sprawami ekonomicznymi Państwa Watykańskiego i Stolicy Apostolskiej.
Państwo Watykańskie posiada osobny od Stolicy Apostolskiej bilans finansowy. W 2012 r. zamknął się on pozytywnym saldem w wysokości 23 mln euro, podczas gdy w budżecie Stolicy Apostolskiej wyniósł 2 mln euro.
Gospodarka Watykanu opiera się m.in. na dochodach z pielgrzymek i wizyt w muzeach (rocznie od 5 do 7 mln turystów; w 2007: 4,3 mln), z rękodzieła i z emisji znaczków pocztowych oraz na dochodach z inwestycji na rynkach finansowych.
Watykan ma prawo bicia własnych monet, które są często rarytasami numizmatycznymi. Posiada też swoją gazetę (L’Osservatore Romano), telewizję (Watykański Ośrodek Telewizyjny) i rozgłośnię radiową (Radio Watykańskie). Na terenie Watykanu znajduje się mała stacja kolejowa oraz funkcjonuje Poczta Watykańska.
Od 2008 roku na dachu Auli Pawła VI znajdują się panele fotowoltaiczne, produkujące energię elektryczną. Według wyliczeń pozwala to zaoszczędzić 80 ton ropy rocznie. Od 2020 roku 20% energii elektrycznej ma pochodzić z paneli fotowoltaicznych. Watykan prowadzi również wymianę aut używanych, np. przez pocztę watykańską na auta elektryczne.
Na terenie Watykanu działa tylko jeden związek zawodowy, Stowarzyszenie Świeckich Pracowników Watykanu.

## Topografia miasta i budowle
Całe terytorium państwa watykańskiego od trzech stron otoczone jest murami. W kraju znajduje się zespół pałacowo-kościelny z bazyliką świętego Piotra, placem św. Piotra, pałacem oraz wiele gmachów galerii, muzeów i budynków administracyjnych. Watykan posiada też Papieską Akademię Nauk i Obserwatorium Watykańskie założone w 1572 roku oraz Ogrody Watykańskie.

## Architektura[31]

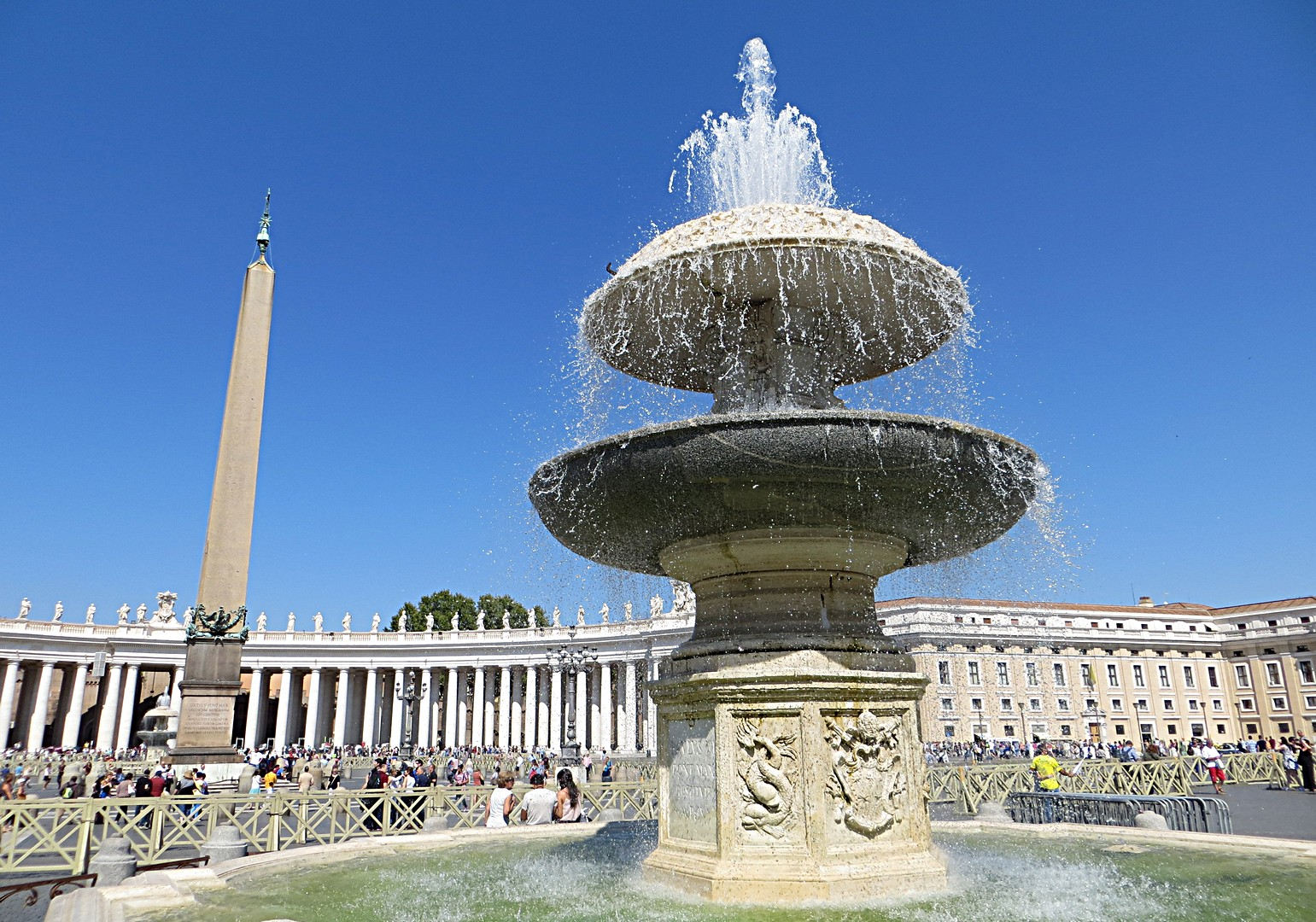
Jedna z fontann na placu św. Piotra
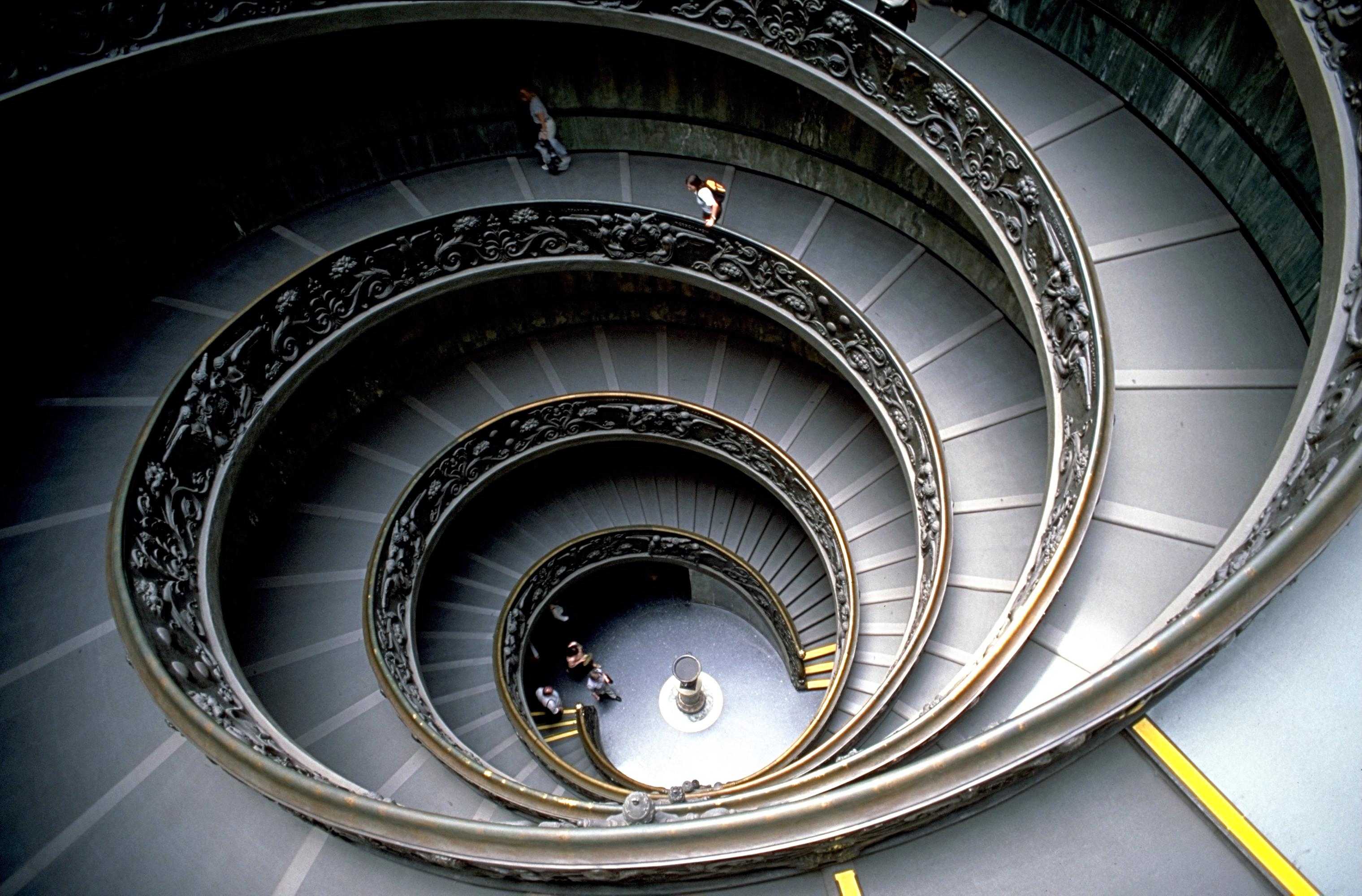
Schody w Muzeum Watykańskim
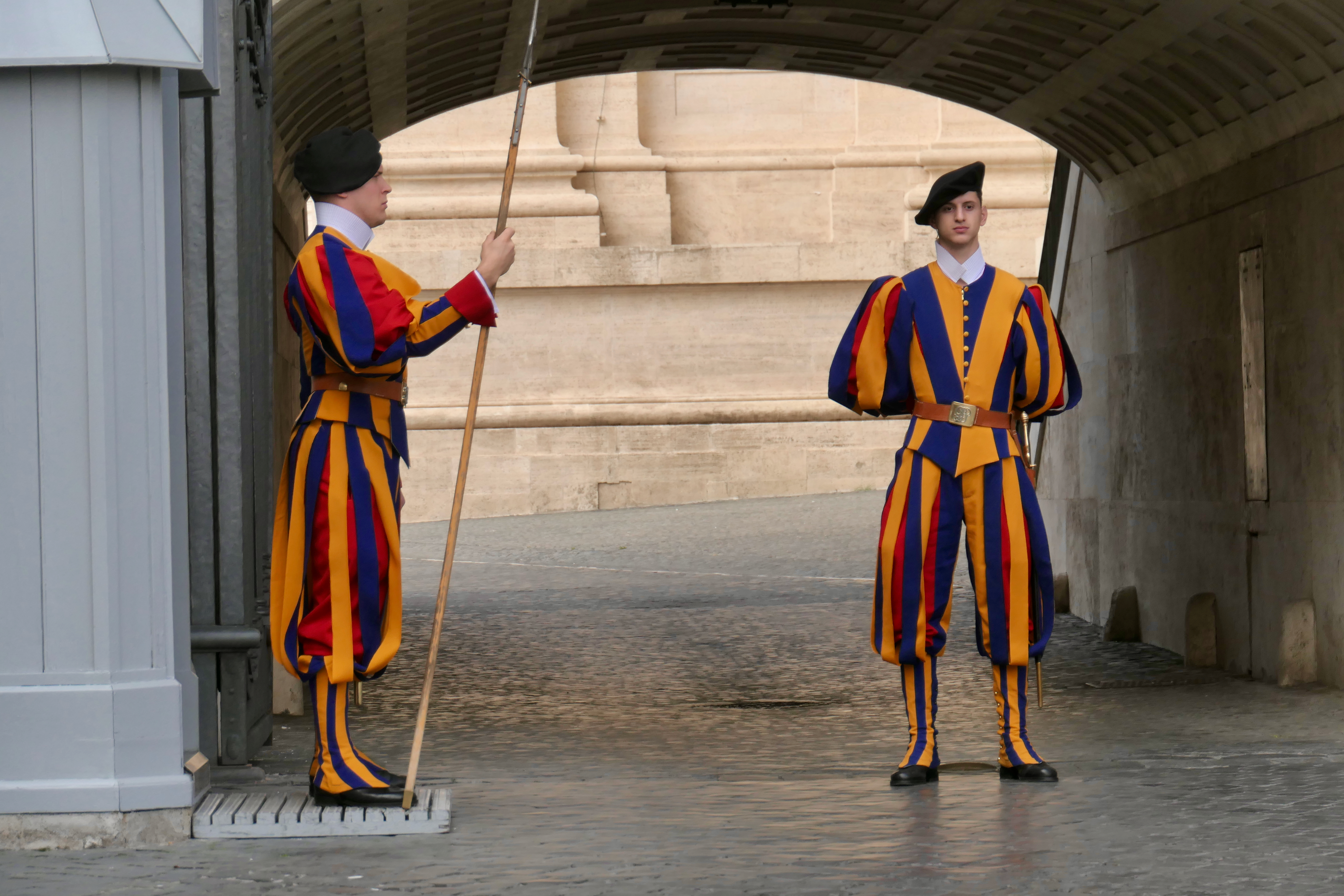
Gwardziści szwajcarscy
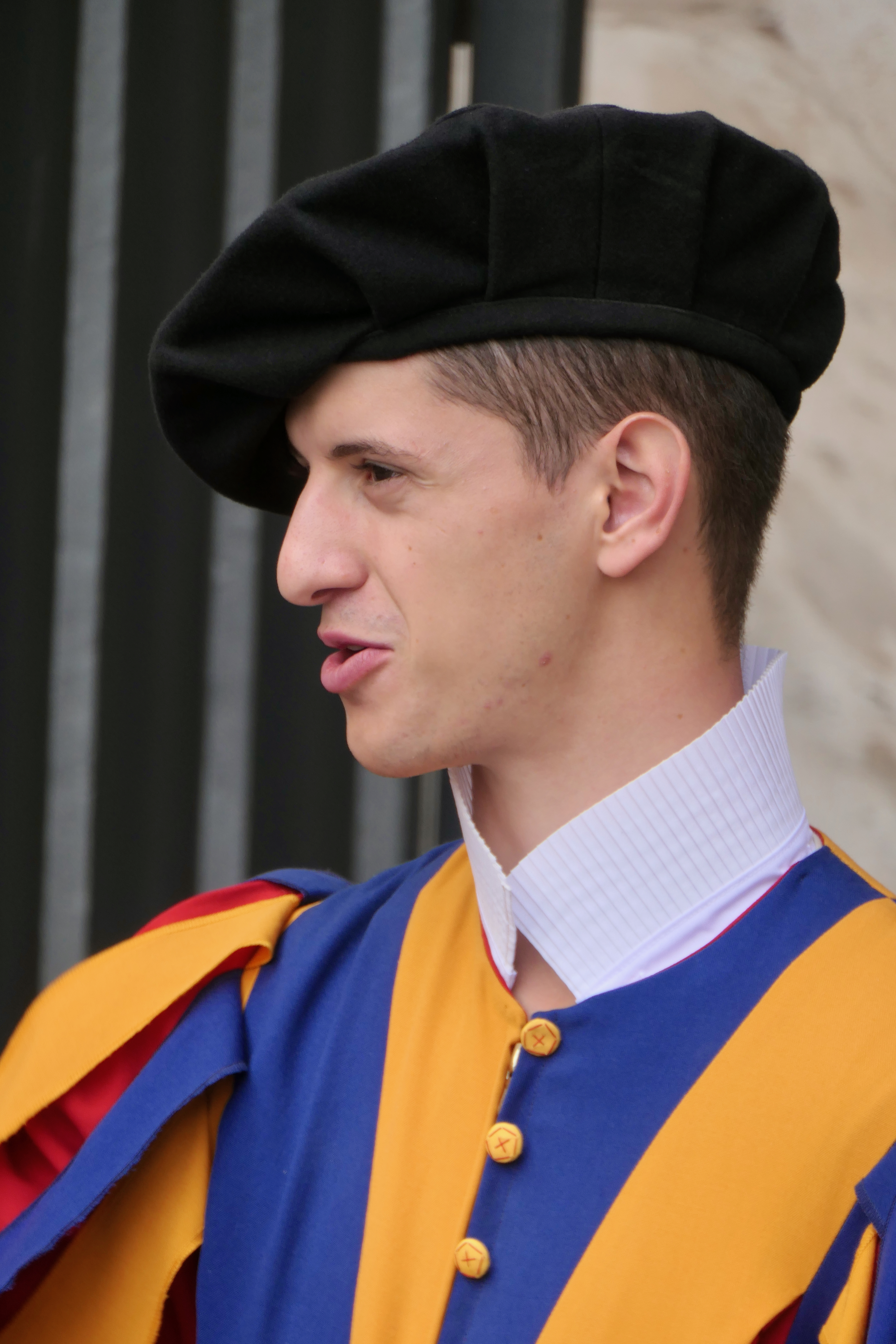
Gwardziści szwajcarscy
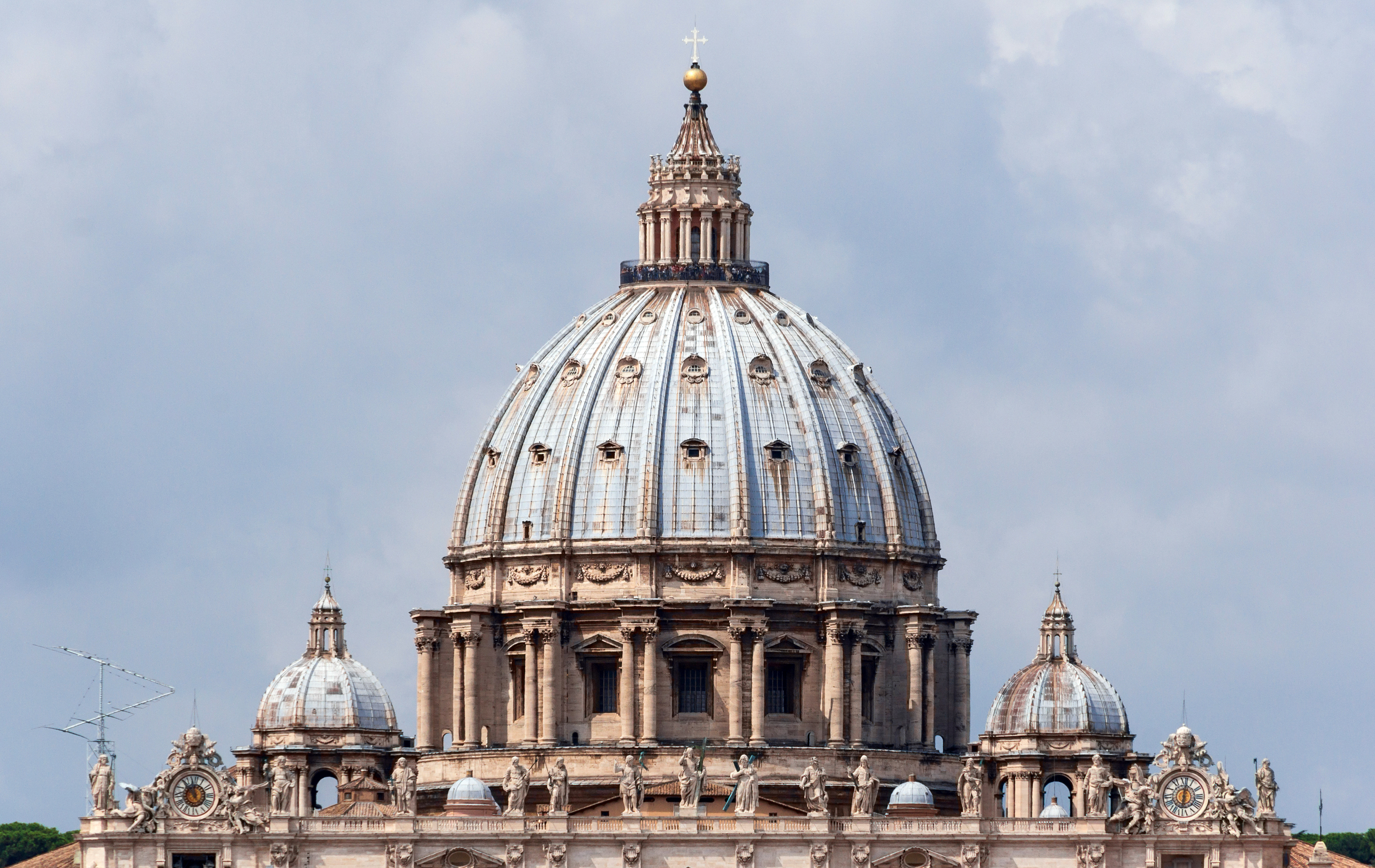
Kopuła
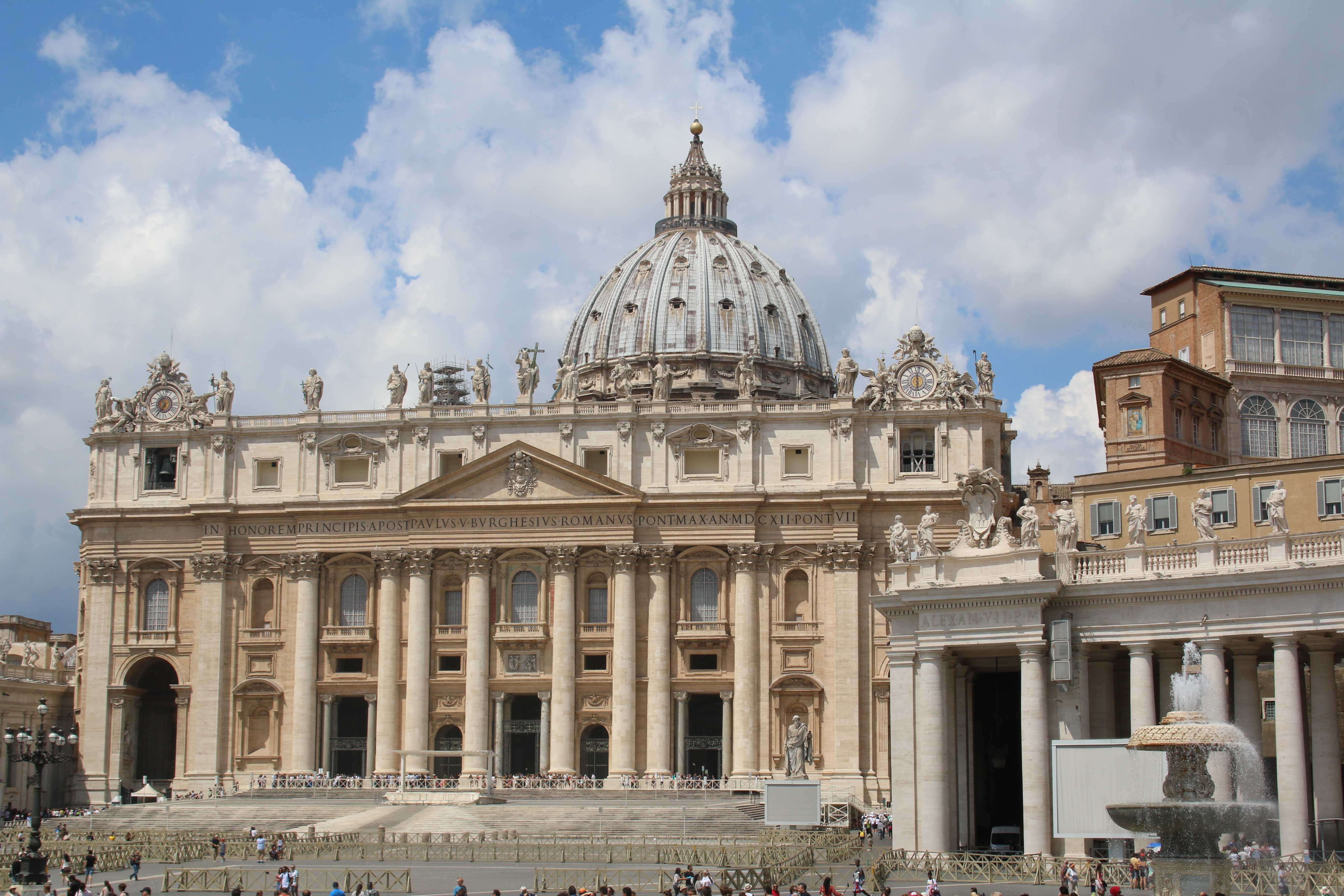
Bazylika św. Piotra
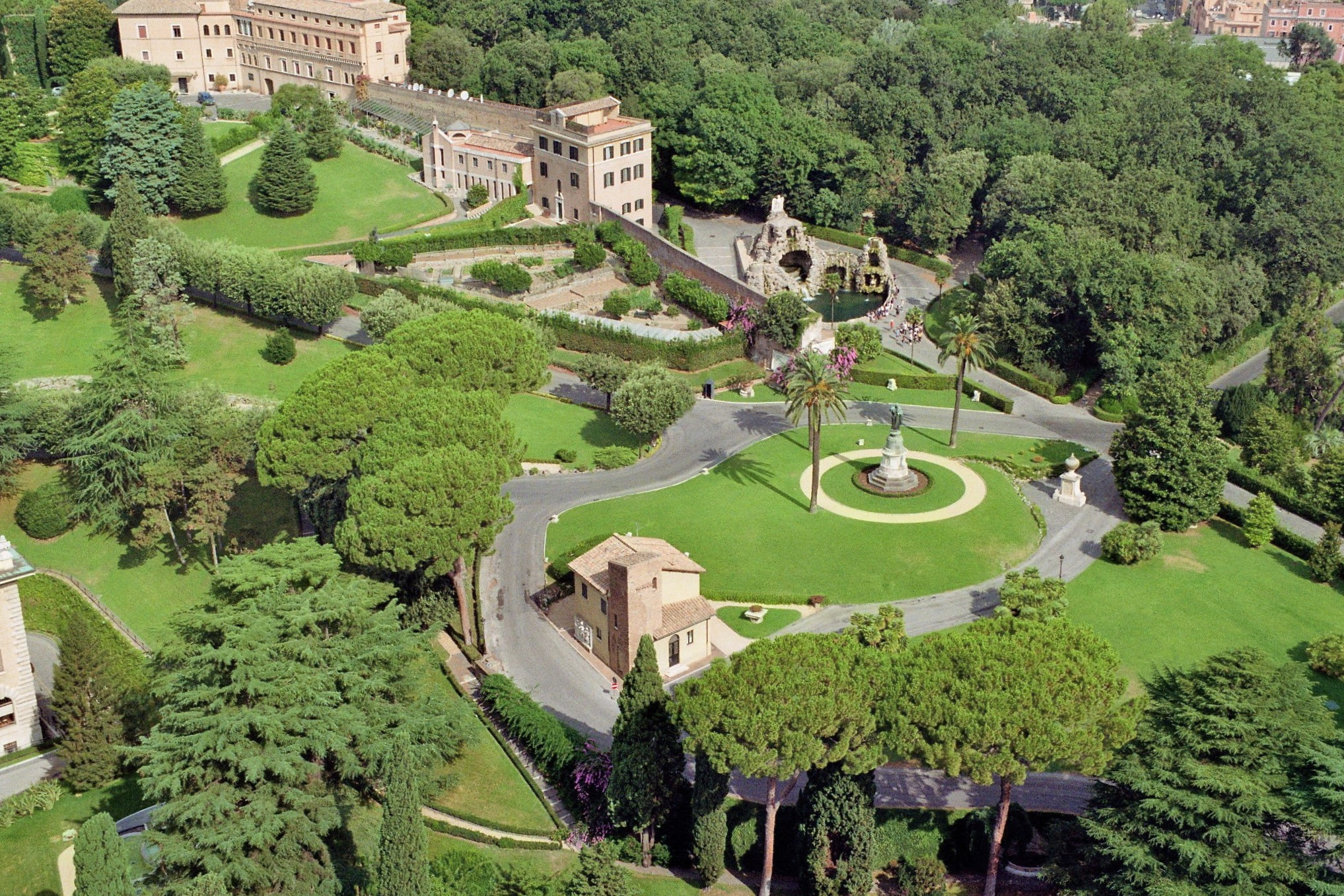
Widok na Ogrody Watykańskie
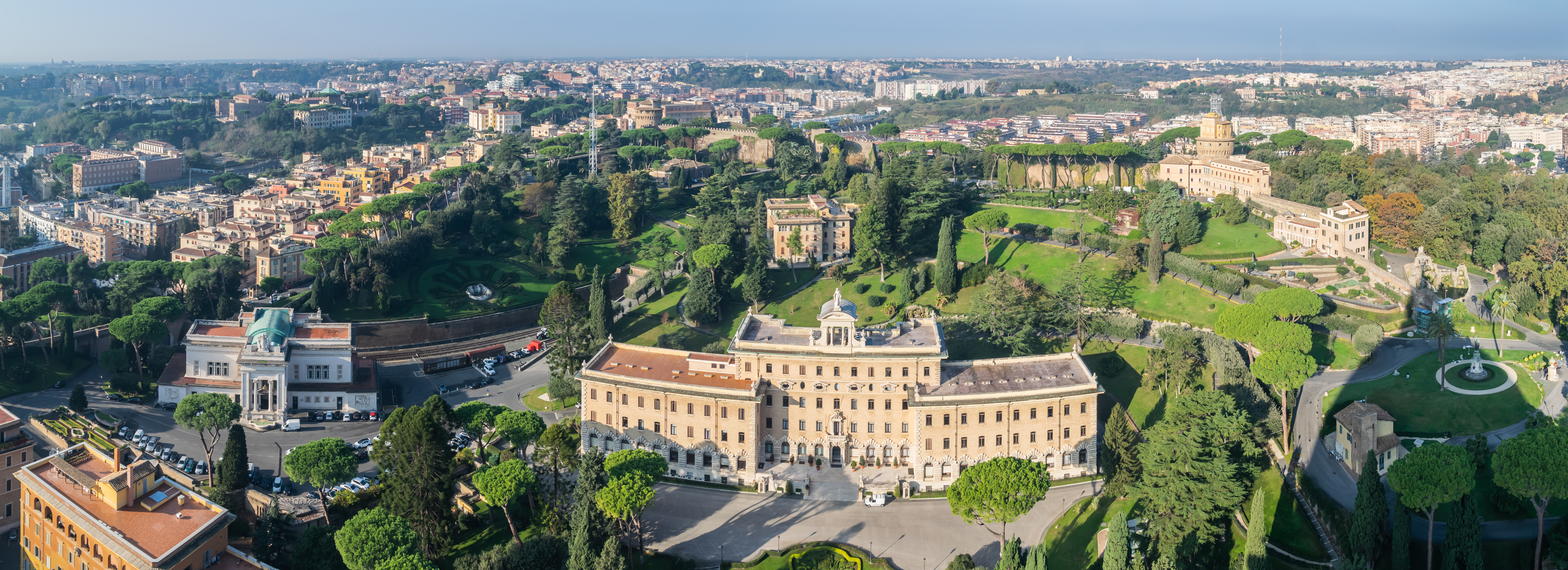
Pałac Gubernatoratu

- renesansowo-barokowy kompleks bazyliki św. Piotra
- Muzea Watykańskie
  - Muzeum Broni w dawnym więzieniu
  - Pinakoteka Watykańska
  - Museo Chiaramonti
  - Museo Sacro
  - Museo Pio-Clementino
  - Gregoriańskie Muzeum Etruskie
  - Museo Missionario-Etnologico
  - Appartamento Borgia
  - Na Watykanie znajduje się także sala Sobieskiego, w której prezentowany jest duży obraz Jana Matejki przedstawiający zwycięstwo króla Polskiego nad Turkami pod Wiedniem w 1683 roku[32].
- kaplica Sykstyńska ze słynnymi freskami Michała Anioła
- plac Świętego Piotra
- brama św. Piotra
- brama dzwonnicy
- fontanna orła
- pałac Sykstusa V
- pałac Grzegorza XIII
- wieża Mikołaja V
- dziedziniec Gwardii Szwajcarskiej
- pałac Belwederski
- Poczta Główna
- Mur Leoniański
- Campo Santo Teutonico
- kościół św. św. Marcina i Sebastiana

## Bazylika[33]
Bazylika św. Piotra na Watykanie (wł. San Pietro in Vaticano) została zbudowana w latach 1506–1626 na placu św. Piotra na Watykanie. To drugi co do wielkości kościół na świecie (powierzchnia ok. 23 tys. m²) i jedno z najważniejszych świętych miejsc chrześcijaństwa. Wedle tradycji stoi na miejscu ukrzyżowania i pochówku św. Piotra, uznawanego za pierwszego papieża – jego grób leży pod głównym ołtarzem. W bazylice i w jej podziemiach znajdują się także groby innych papieży.
Liczba odwiedzających bazylikę św. Piotra jest szacowana na kilkanaście milionów rocznie.
Oprócz bazyliki św. Piotra w Rzymie znajdują się jeszcze trzy inne kościoły mające tytuł bazyliki większej. Są to:
- bazylika św. Jana na Lateranie,
- bazylika św. Pawła za Murami,
- bazylika Santa Maria Maggiore (Matki Bożej Większej).

## Nauka

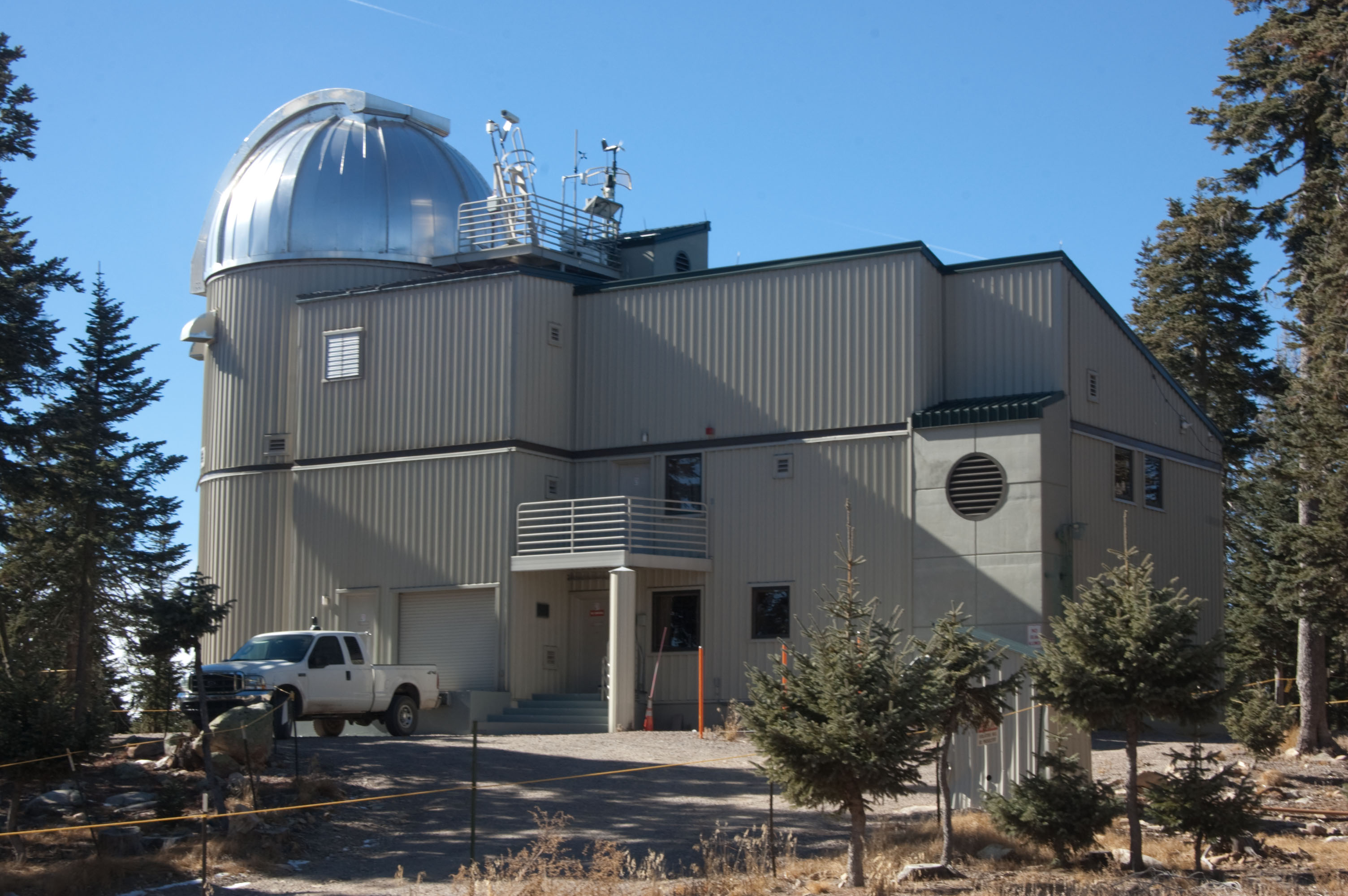
Watykańskie Obserwatorium Astronomiczne, Mount Graham, Arizona

Najważniejszą instytucją naukową w Watykanie jest Papieska Akademia Nauk (założona w 1603 roku, zreorganizowana w 1936). Ma 80 członków powoływanych przez papieża spośród wybitnych uczonych z całego świata (głównie przedstawicieli nauk matematyczno-przyrodniczych). Akademia nie prowadzi własnych badań naukowych, jest organem opiniodawczym papieża w sprawach nauki. Z nieteologicznych instytucji naukowych Watykanu najbardziej znane są: Obserwatorium Watykańskie, Watykańska Grupa Badawcza, biblioteka (Bibliotheca Apostolica Vaticana), Pinacoteca Vaticana (założona w 1932, Muzea Watykańskie) i Watykańskie Muzeum Historyczne (założone w 1973 roku). Pod egidą Watykanu działa 5 uniwersytetów: Papieski Uniwersytet Gregoriański (Gregorianum, założony w 1553), Papieski Uniwersytet Laterański (założony w 1824), Papieski Uniwersytet Świętego Tomasza z Akwinu (Angelicum, założone w 1909), Papieski Uniwersytet Urbaniana (założony w 1627), Papieski Uniwersytet Salezjański (założony w 1940), 7 kolegiów teologicznych, 5 instytutów studyjno-badawczych, m.in. największy ośrodek studiów biblijnych Papieski Instytut Biblijny (Biblicum, założony w 1909).

## Media
- Watykański Ośrodek Telewizyjny (CTV)
- Portal internetowy
- Radio Watykańskie
- Kanał YouTube
- Gazeta L’Osservatore Romano

## Tablice rejestracyjne

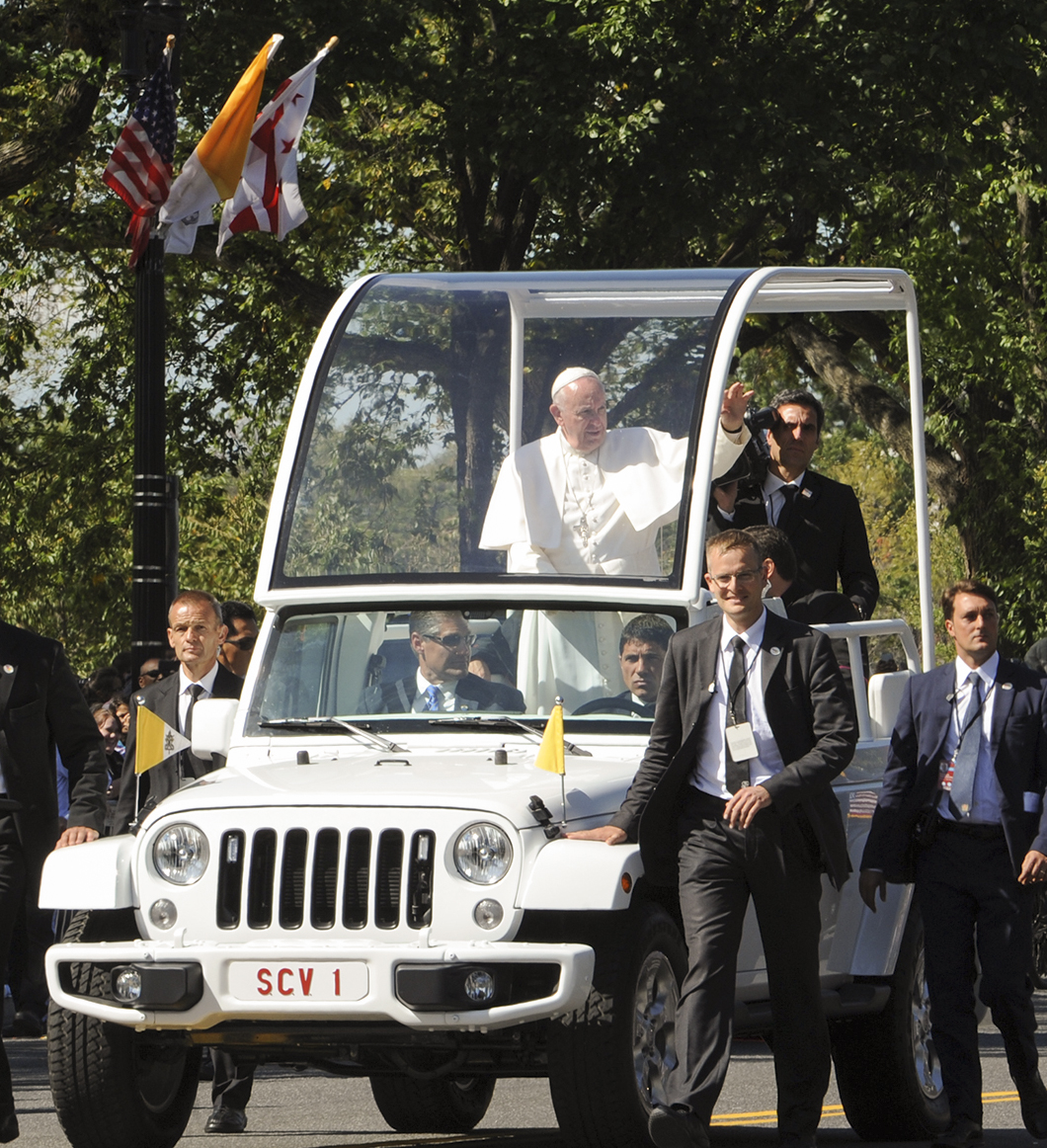
Papamobile z watykańskimi tablicami rejestracyjnymi SCV 1

Na tablicach rejestracyjnych Watykanu znajdują się trzy czarne litery „SCV” (Stato della Citta del Vaticano) oznaczające Watykan oraz pięć cyfr – dla samochodów administracji, a dwie litery „CV” i pięć cyfr dla samochodów mieszkańców. Jednoślady posiadają odpowiednio litery „SCV” i cztery cyfry dla administracji oraz litery „CV” i cztery cyfry dla mieszkańców.
Istnieją ponadto tablice specjalne dla papieża i kardynałów – na białym tle czerwone litery „SCV” i numery od 2 do 100. Numerem rejestracyjnym SCV1 jest oznaczany samochód, którego aktualnie używa papież.

## Święta państwowe
W Watykanie świętem państwowym jest rocznica paktów laterańskich w roku 1929, 11 lutego.

## Transport kolejowy

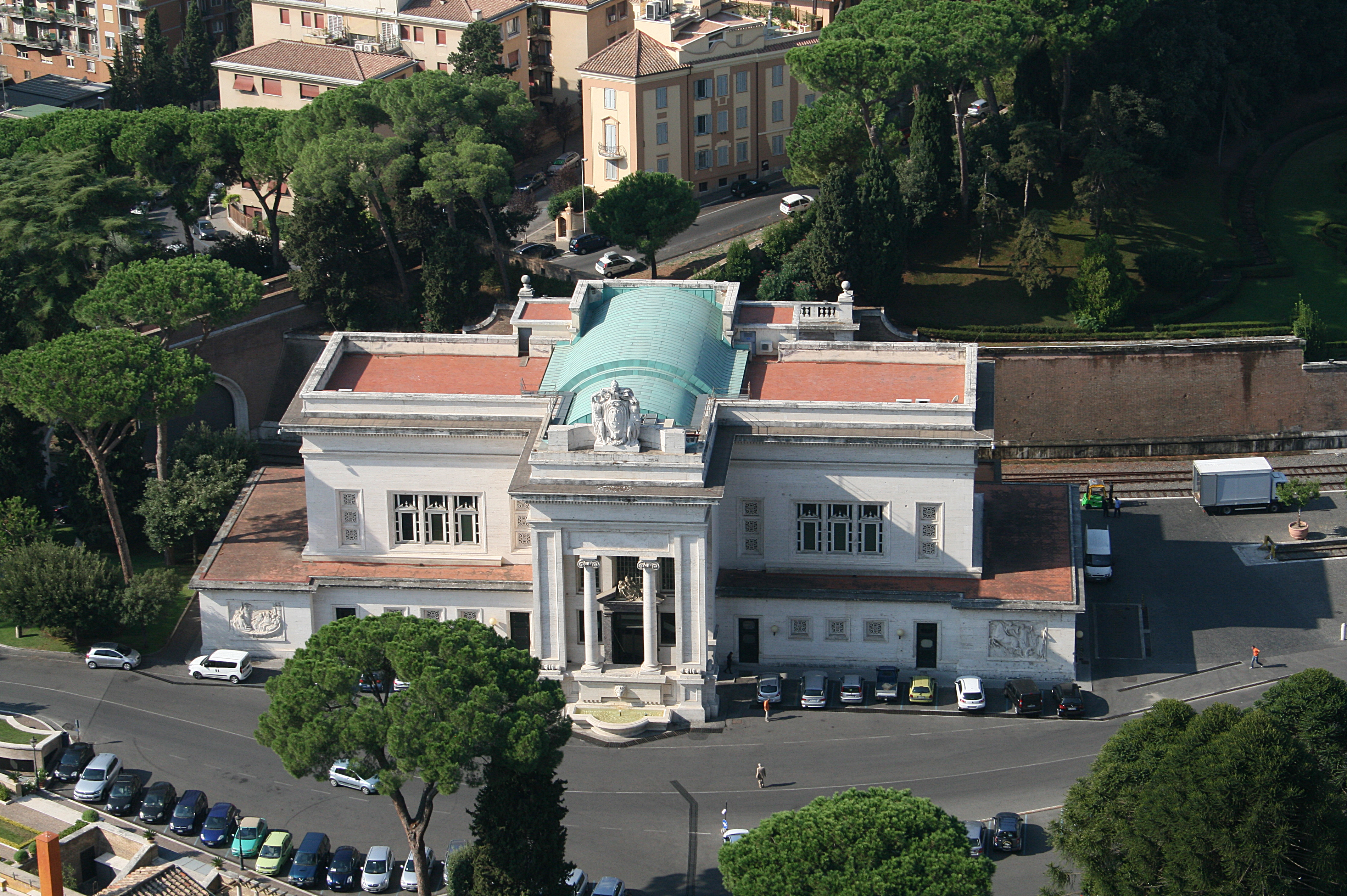
Najkrótszy krajowy system kolejowy na świecie

W Watykanie znajduje się jedna stacja kolejowa, Watykan, oraz 300 metrów torów kolejowych.